# 竹篙山之役
竹篙山之役發生於1895年10月左右，為馬關條約簽立後，日本統治台灣期間發生的反抗行動，為台灣民主國時期乙未戰爭台南地區發生的武裝抗日運動。

## 事件經過
1895年馬關條約簽立後，同年5月30日北白川宮能久率領衛師團從澳底(現萬隆)入侵，佔據基隆、台北、新竹、台中、嘉義。同年10月10日，日本派遣貞愛親王統第四旅團從布袋港登陸，義首侯西庚率眾拒於港口，11日北白川宮能久復遣近衛從嘉義進攻鹽水港，總兵譚少宗督義民翁煌南等據屋相抗，林崑岡率眾數十人推新營生員沈芳徽統之，遣人赴台南請軍器僅獲得舊銃數十隻並攜刀槍扼守八掌溪以待，11日近午日軍一隊侵入杜仔頭莊林崑岡、沈芳徽、陳連發圍攻之，日軍死傷甚眾。
十八日，日佐佐木大佐帶一聯隊入侵蚵寮、倒風寮庄、宅仔港一帶，林崑岡與賴安邦合兵死抗。
日軍攻略鐵線橋，義軍退守曾文溪，當時劉永福鎮守台南增遣劉光明、蘇建邦、蘇定邦、徐榮光等帶兵千眾支援，屯兵於麻豆庄，10月19日日貞愛親王分兵南下，一攻蕭壠，一攻曾文溪，劉光明不戰而退。
20日下午，日瀧本大佐渡曾文溪侵入東勢宅庄，一軍徐驤據曾文溪支流東岸(溪尾庄東)拚死阻擊，不幸戰死。佐佐木大佐帶一聯隊沿海岸南進，侵入蕭壠附近，林崑岡據竹篙山率義民義勇衝殺，林崑岡不幸中砲，自刃以殉(一說為中彈身亡)，享年45歲。

## 相關圖集

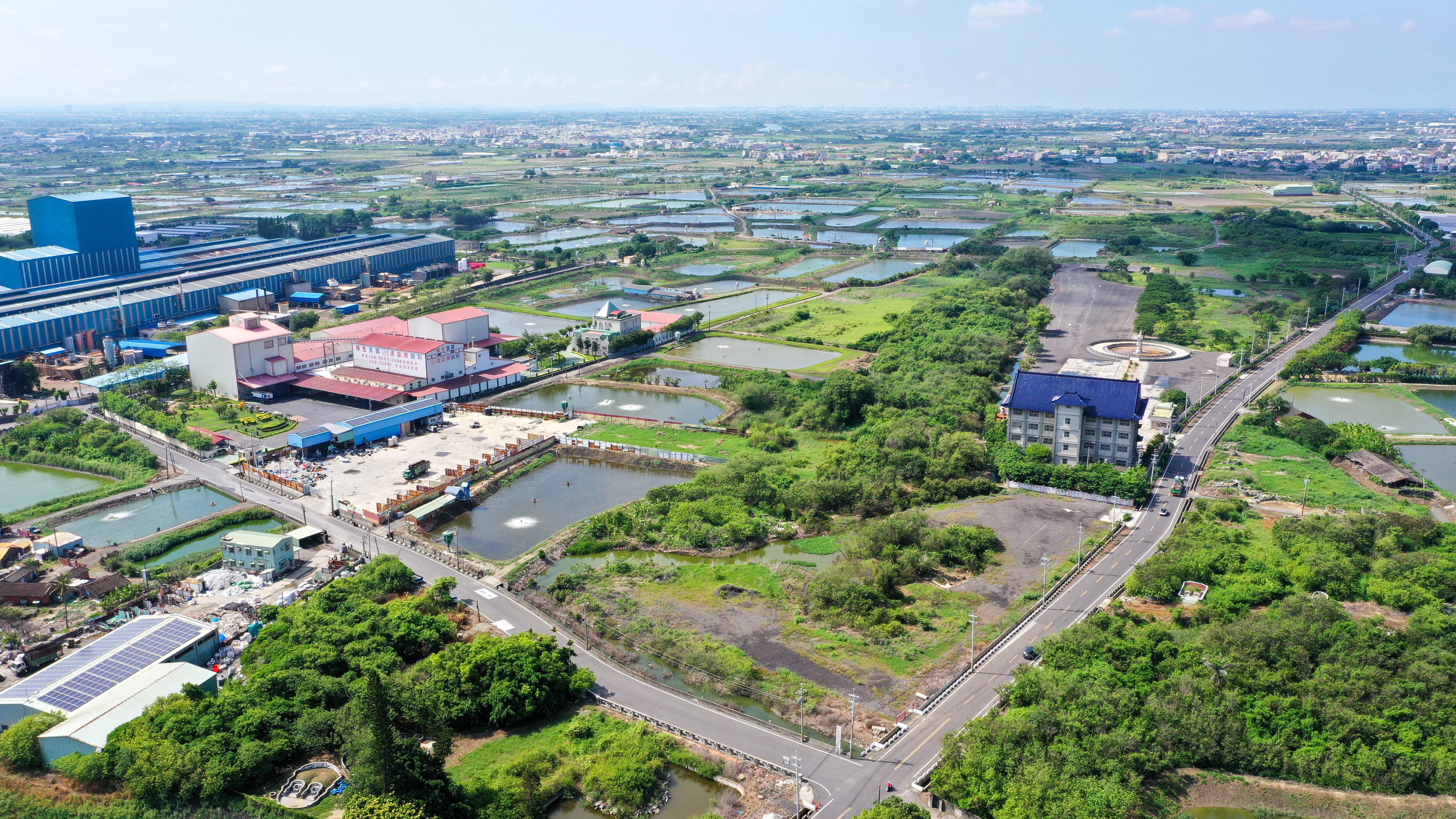
學甲竹篙山目前景觀-空照
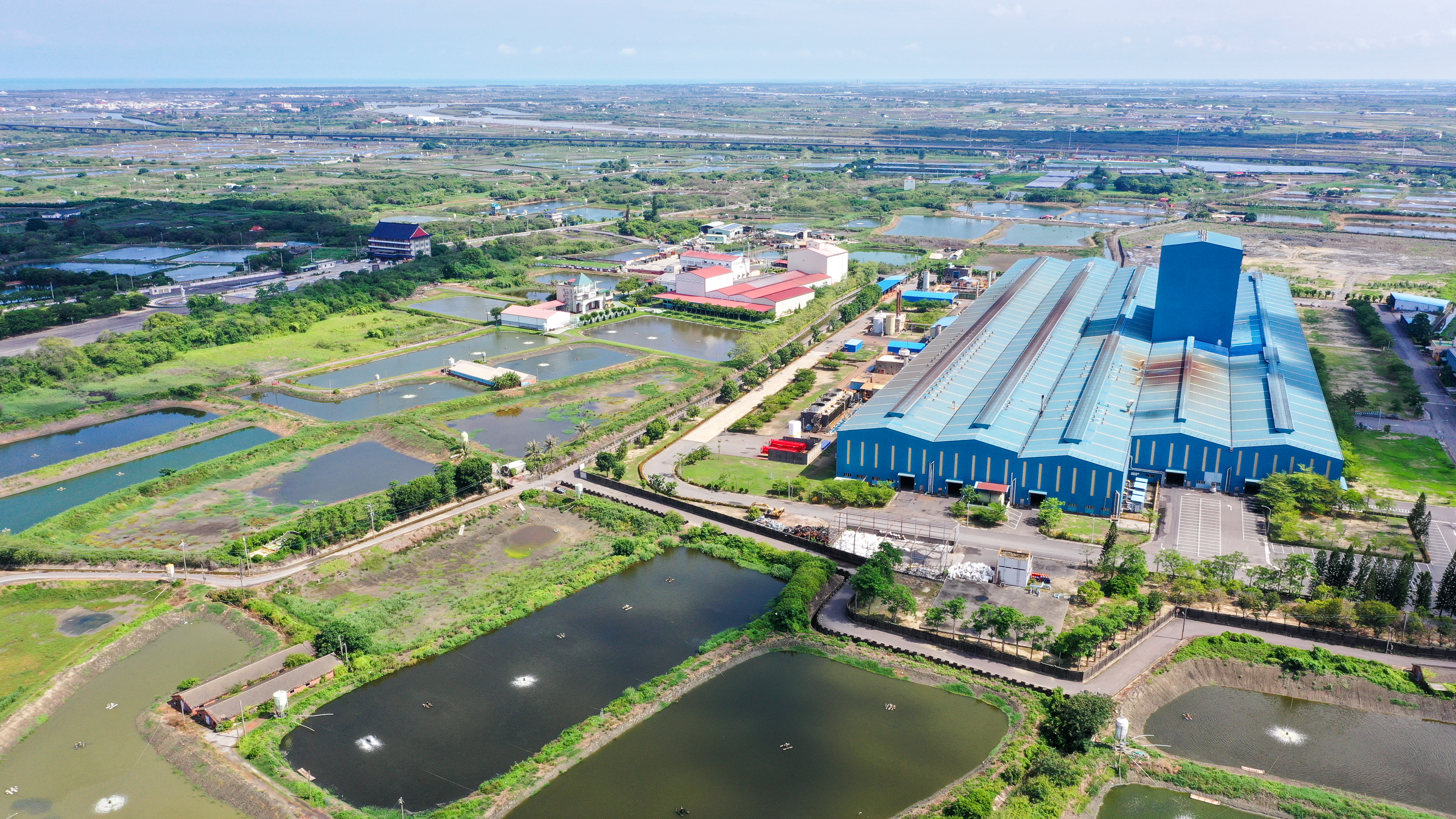
學甲竹篙山目前景觀-魚塭及私人廠房
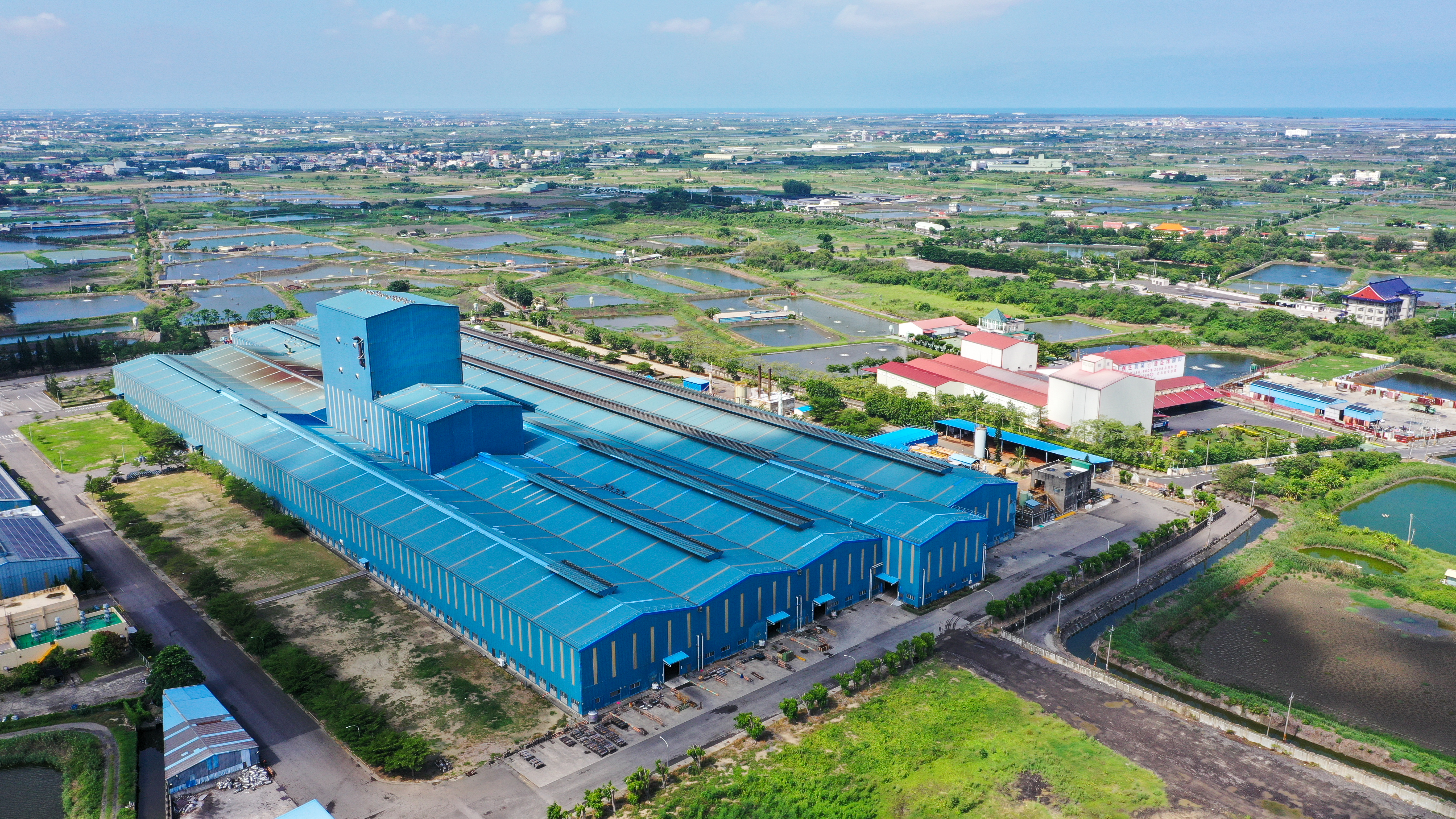
學甲竹篙山目前景觀-私人廠房
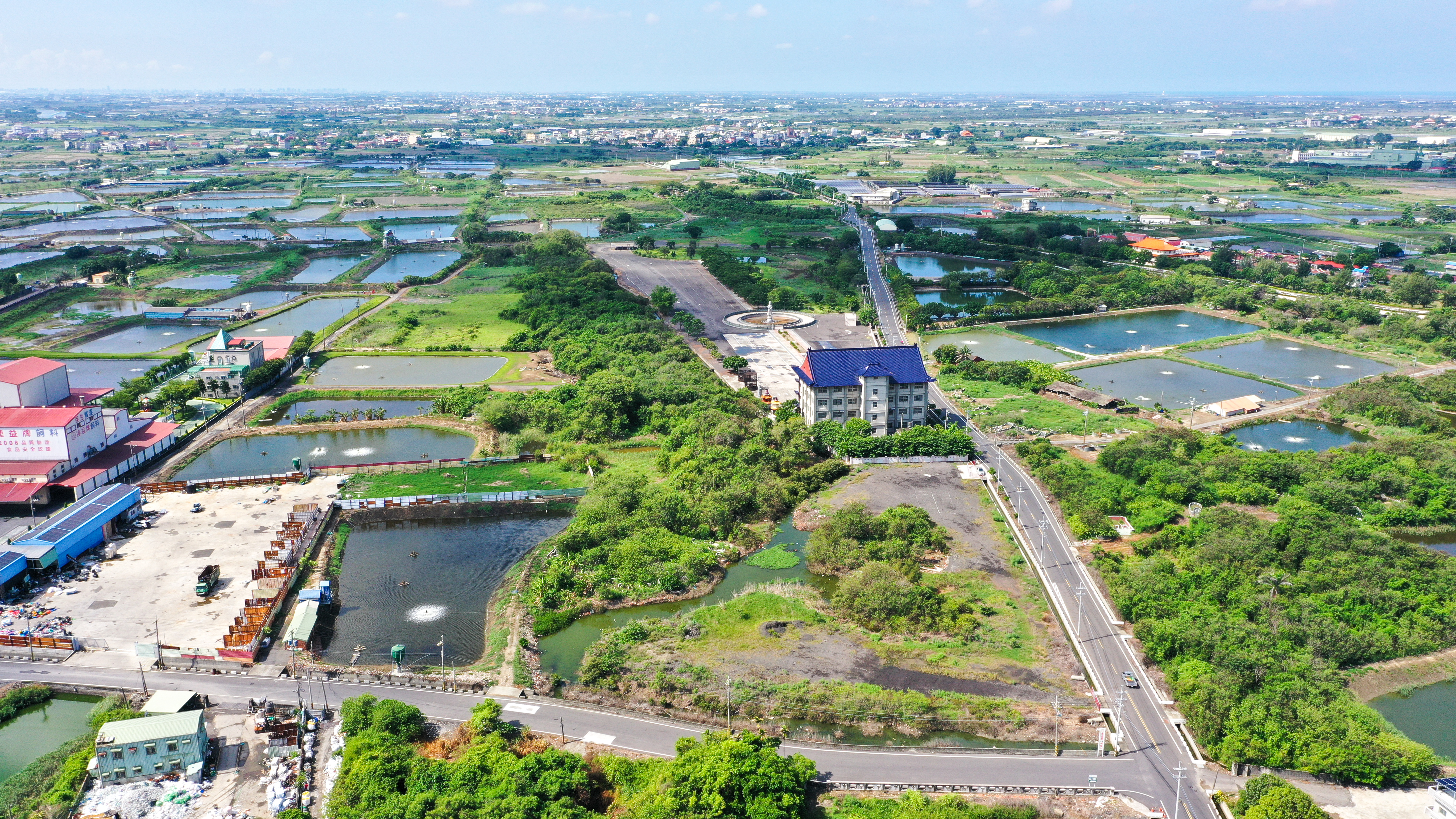
學甲竹篙山目前景觀-納骨塔